# Norman Barrett
Norman Rupert Barrett (ur. 16 maja 1903 w Adelaide zm. 8 stycznia 1979 roku w Londynie) – brytyjski torakochirurg pochodzenia australijskiego, kojarzony przede wszystkim z opisaną przez niego metaplazją nabłonka przełyku, nazwaną następnie przełykiem Barretta.

## Wczesne życie
Norman Barrett, syn Alfreda i Catherine Barrett, urodził się 16 maja 1903 roku w Adelaide w południowej Australii. Jego wuj, James Barrett, był lekarzem. Zainspirowało to młodego Normana do powiązania swej przyszłości z medycyną.

## Kariera
W latach 1917–22 był uczniem Eton College. Następnie studiował w Trinity College na Uniwersytecie Cambridge. Później Barrett podjął studia medyczne w St Thomas’ Hospital Medical School, które ukończył w 1928. Karierę kontynuował jako rezydent w tym samym szpitalu i w 1930 został wybrany do członkostwa w Królewskim Kolegium Chiruricznym, a rok później otrzymał brytyjski stopień lekarski Master of Surgery. W 1935 roku został konsultantem w St. Thomas' Hospital, gdzie pracował na tym stanowisku do końca kariery. W latach 1935–36 podczas pobytu w USA pracował w Mayo Clinic. Wówczas to postanowił zająć się torakochirurgią.
W 1946 roku napisał artykuł do pierwszego wydania czasopisma Thorax o pęknięciu przełyku (zespole Boerhaave'a), w którym wyraził zdziwienie nad nieskutecznością dotychczasowego leczenia tegoż zespołu. Rok później, 7 marca 1947 dokonał pierwszej skutecznej operacji pękniętego przełyku.
W pracy napisanej w 1950 roku jako pierwszy użył terminu: "choroba refluksowa przełyku" i opisał rozwój zmian prowadzących do zwężenia przełyku w przebiegu tej choroby. Wykazał także, że stwierdzenie nabłonka walcowatego w przełyku (zamiast normalnie występującego tam nabłonka wielowarstwowego płaskiego) odpowiada obecności wrodzonego skrócenia przełyku prowadzącego do uwięźnięcia części żołądka w obrębie klatki piersiowej. Allison i Johnstone nie zgadzali się z twierdzeniem, że wykryty w przełyku nabłonek walcowaty pochodzi z żołądka. Uważali natomiast, że jego występowanie wiąże się z owrzodzeniem dolnej części przełyku – nazwanym przez nich "wrzodami Barretta". Siedem lat później Barrett zgodził się z tym poglądem proponując nadanie nowej nazwy odkrytej patologii: "dolny przełyk wyścielony nabłonkiem walcowatym". Ostatecznie obecność nabłonka walcowatego w przełyku wraz z owrzodzeniami nazwano "przełykiem Barreta".
Poza badaniami chorób przełyku Barrett pracował także z Leonardem Dudgeonem – profesorem patologii na londyńskim uniwersytecie nad wykrywaniem komórek rakowych przy pomocy badania cytologicznego plwociny w przebiegu raka płuc. Opracował także leczenie echinokokozy.
W latach 1935–1970 Barrett wykładał chirurgię na uniwersytecie w Londynie. 
Był związany z czasopisem Thorax od początku jego wydawania w 1946 do 1971. Ponadto był chirurgiem w Sanatorium Króla Edwarda VII w Midhurst (1938–1970), a także konsultantem torakochirurgicznym w brytyjskiej marynarce wojennej oraz w brytyjskim ministerstwie opieki społecznej.

## Życie prywatne
Norman Barrett 21 kwietnia 1931 roku poślubił Annabel Elizabeth "Betty" Warington Smyth, która była pisarką. Mieli dwójkę dzieci – Julię i Altheę. 
Poza medycyną Barrett interesował się także historią medycyny, rysunkiem i malarstwem oraz był zapalonym żeglarzem.
W 1969 roku otrzymał Order Imperium Brytyjskiego. Rok później odszedł na emeryturę. Zmarł w Londynie 8 stycznia 1979.